# Fernand Planquès
Fernand Planquès est un footballeur français né le 4 février 1914 à Neffiès (Hérault) et mort le 26 novembre 1999 à Châteauneuf-Grasse, (Alpes-Maritimes).

## Biographie
Avant-centre au FC Antibes, Fernand Planquès est un buteur efficace : il inscrit douze buts en championnat 1935-1936, puis dix-huit buts la saison suivante.
En 1937, il est transféré au Excelsior AC Roubaix. Le club nordiste termine 6e du championnat. 
Puis Planquès signe au Toulouse FC pour la somme importante pour l'époque de 65 000 francs. L'équipe toulousaine, qui vient d'être fondée, termine à la 4e place du championnat de Division 2 et l'attaquant termine meilleur buteur avec 39 buts, ex æquo avec Harold Newell de l'US Boulogne.
La Seconde Guerre mondiale arrête les compétitions sportives. Planquès rejoue en Division 1 en 1945-1946, au Red Star Olympique et perd une finale de coupe de France. Puis il est prêté au SC Douai qui évolue alors en Division 2.

## Palmarès
- Meilleur buteur du championnat de France D2 en 1939 avec 39 buts (ex æquo avec Harold Newell)
- Finaliste de la coupe de France 1946 avec le Red Star Olympique